# V2C
V2C war die Typenbezeichnung eines rumänischen Straßenbahn-Gelenkwagens. Der 1985 bei Electrometal Timișoara (Eltim) gebaute zweiteilige, viermotorige und sechsachsige Prototyp war der Nachfolger des 1982 fertiggestellten V2 mit der Betriebsnummer 230. Angetrieben waren wiederum das erste und das letzte Drehgestell, das mittige Jakobsdrehgestell unter dem Gelenk lief hingegen antriebslos mit. Die Bezeichnung V2C setzte sich dabei wie folgt zusammen:
| V | vagon de tramvai, rumänisch für Straßenbahnwagen            |
| 2 | aus zwei Teilen bestehend                                   |
| C | comandă clasică, rumänisch für klassische Steuerungstechnik |

Das Kürzel diente damit ferner auch der Abgrenzung zu den ab 1982 hergestellten Bukarester Typen V2A und V2B.

## Geschichte
Der V2C war dazu vorgesehen, die Mitte der 1980er Jahre bereits technisch veralteten Großraumzüge des Typs Timiș 2 abzulösen. Diese wurden zuvor seit 1970 weitgehend unverändert produziert. Hierzu war auch eine dreiteilige, achtachsige Variante des hier behandelten Typs projektiert. Ebenso waren Varianten für 750 Volt Gleichstrom sowie für meterspurige Netze vorgesehen. Insbesondere sollten die ab 1984 neu entstandenen Betriebe Botoșani, Brașov, Cluj-Napoca, Constanța, Craiova, Ploiești und Reșița ganz oder teilweise mit dem neuen Typ beliefert werden.
Im Gegensatz dazu war der Vorgänger V2 nicht für eine Serienfertigung vorgesehen. Er diente dem Hersteller Eltim lediglich dazu, prinzipielle Erfahrungen mit Gelenkfahrzeugen zu machen. Zuvor existierten in Rumänien nur bei der Straßenbahn Bukarest mehrteilige Straßenbahnen. Dort wurden diese allerdings schon seit der ersten Hälfte der 1970er Jahre in Serie hergestellt.
Letztlich verhinderte die schwere rumänische Energiekrise der 1980er Jahre – welche sich insbesondere in der zweiten Hälfte des Jahrzehnts noch zuspitzte – das angesichts der damaligen wirtschaftlichen Umstände ehrgeizige Projekt. Eine Serienfertigung des V2C kam nicht zustande, stattdessen setzte Eltim weiterhin auf die Produktion des Timiș 2. Die Rumänische Revolution vom Dezember 1989 und der unmittelbar darauf folgende wirtschaftliche Niedergang des Unternehmens Eltim – welche im Jahre 1990 die Produktion von Straßenbahnfahrzeugen komplett einstellte – begruben das Projekt schließlich endgültig.

## Einsatz und Verbleib

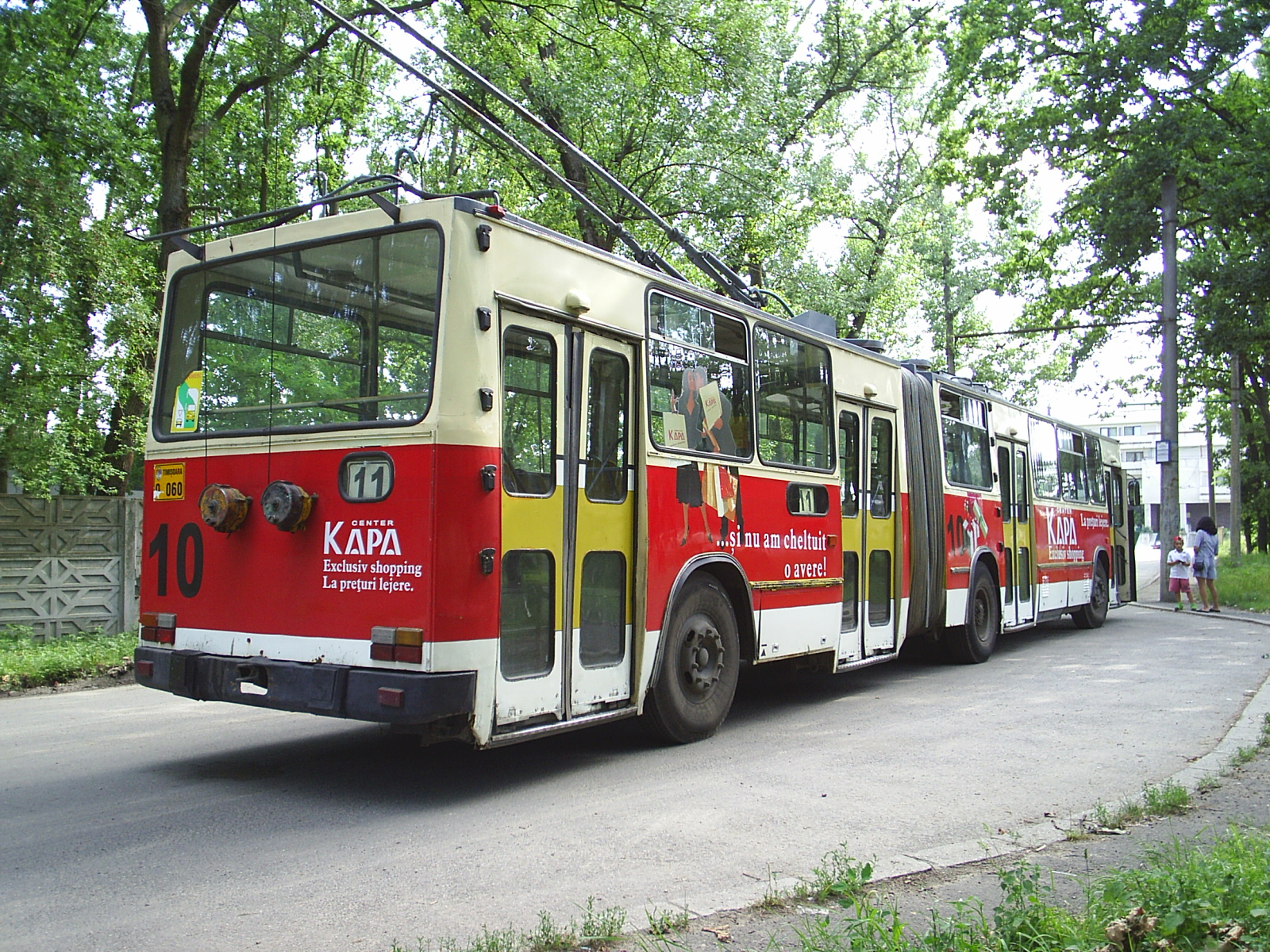
Die Türen des V2C fanden nach dessen Verschrottung erneute Verwendung beim Oberleitungsbus 10, hier aufgenommen 2006

Im Gegensatz zu seinem Vorgänger V2 war der V2C nur kurzzeitig im fahrplanmäßigen Einsatz im Netz der Straßenbahn Timișoara anzutreffen, diese Testfahrten fanden auf der Linie 7 statt. Ansonsten verwendete der Hersteller wassergefüllte Plastiktonnen zur Simulation des Fahrgastgewichts. Ferner befand sich der Versuchsträger nie im Besitz des örtlichen Verkehrsbetriebs I.J.T.L. Timiș, der ab 1991 dann unter der Bezeichnung R.A.T.T. firmierte, sondern blieb stets Eigentum von Eltim. Aus diesem Grund trug er zunächst auch eine Sonderlackierung in den Farben weiß, hellblau und dunkelblau, die deutlich von der damaligen Standardlackierung der regulären Straßenbahnen in Timișoara abwich. Für dispositive Zwecke erhielt der V2C die Betriebsnummer 229 in Zweitbesetzung zugeteilt, diese übernahm er von einem zuvor ausgemusterten V954. Jedoch war diese nicht am Wagen angeschrieben.
Die Testphase des V2C endete 1989. Danach wurde der Prototyp noch in das damals aktuelle Farbschema der Straßenbahn Timișoara umlackiert, das heißt in senfgelb-lichtgrau, und der Straßenbahngesellschaft zum Kauf angeboten. Zu einem wiederholten Einsatz im regulären Linienverkehr kam es jedoch nicht mehr, 1990 wurde der Gelenkwagen ausgemustert. Der Einzelgänger blieb noch einige Jahre in der ehemaligen Eltim-Produktionshalle abgestellt und wurde schließlich 1996 verschrottet. Als Besonderheit fanden seine vier Doppeltüren noch im gleichen Jahr beim 1993 gebauten Rocar-Oberleitungsbus mit der Nummer 10 erneute Verwendung, hierzu wurden sie an der Unterseite etwas verkürzt.

## Technische Besonderheiten
Während der zweimotorige V2 konstruktiv noch auf den konventionellen Timiș 2-Zügen basierte, stellte der viermotorige V2C eine vollständige Neuentwicklung dar. Er war für rumänische Verhältnisse in mehrfacher Hinsicht fortschrittlich und hob sich insbesondere von den bisherigen Eltim-Straßenbahnen ab. Darüber hinaus war er auch den in den Werkstätten der Bukarester Verkehrsbetriebe hergestellten Gelenkwagen der Typenfamilie V2A, V2B, V3A und V3B überlegen. Zu den besonderen Merkmalen des V2C gehörten:
- rheostatisches Bremssystem
- Akkumulatoren die es ermöglichten bis zu einer Stunde ohne Stromversorgung zu fahren
- elektrische Türsteuerung (statt pneumatisch wie noch beim Timiș 2)
- pneumatische Ansteuerung des Stromabnehmers
- beleuchtbare Liniennummern-Rollbandanzeige (jeweils vorne, seitlich und hinten)
- Lautsprecheranlage zur Beschallung des Fahrgastraums

## Solovariante T-83
Parallel zum V2C befand sich auch ein vierachsiger Großraumwagen mit gleichartigem Wagenkasten im Bau. Er sollte abweichend vom Gelenkwagen eine Chopper-Steuerung des Bukarester Institutul de Cercetări și Proiectări Electrotehnice (I.C.P.E.) erhalten, konnte aber – abgesehen vom Rohbau des Wagenkastens – nie fertiggestellt werden. Der Versuchsträger führte die Typenbezeichnung T-83, dabei ist T die Abkürzung für tramvai (rumänisch für Straßenbahn), die 83 bezog sich auf das Jahr 1983, in welchem mit seiner Entwicklung begonnen wurde.